# Soul II Soul
Soul II Soul is een Britse popgroep geformeerd rondom Jazzie B (26 januari 1963), die eind jaren 80 enkele grote hits scoorde.
Naast Jazzie B waren leden van Soul II Soul zangeres Caron Wheeler, producer Nellee Hooper, zangeres Do'reen Waddell en instrumentalist Philip 'Daddae' Harvey.
Soul II Soul werd opgericht in 1988 nadat Jazzie B de jonge, maar getalenteerde producent Nellee Hooper had ontmoet. Gezamenlijk zochten ze een zangeres, en toen Caron Wheeler zich aansloot was Soul II Soul een feit. Hun eerste singles flopten, maar met de single Keep on movin'  scoorden ze een grote internationale hit. Hierna kwam de single Back to life uit. Dit laatste nummer werd een nummer 1-hit in onder meer Nederland. Van het eerste album van Soul II Soul werden wereldwijd meer dan 4 miljoen exemplaren verkocht, en Soul II Soul werd een trendsetter in zowel dance-muziek als r&b.
Na Back to life verliet zangeres Caron Wheeler de groep om een solocarrière te beginnen. Melissa Bell nam het van 1993 tot en met 1995 van haar over. Soul II Soul scoorde slechts enkele andere hits, terwijl de groepsleden succesvoller waren als producent van andere artiesten, waaronder Madonna, U2, Björk en Massive Attack.
In 1995 kwam Caron Wheeler terug, maar de groep wist geen grote hits meer te scoren. In 2002 kwam voormalig zangeres Do'reen Waddell op 36-jarige leeftijd om het leven bij een verkeersongeluk en Melissa Bell overleed in 2017 op 53-jarige leeftijd aan diabetes.

## Discografie

### Albums
| Album met eventuele hitnotering(en) in de Nederlandse Album Top 100 | Datum van verschijnen | Datum van binnenkomst | Hoogste positie | Aantal weken | Opmerkingen |
| ------------------------------------------------------------------- | --------------------- | --------------------- | --------------- | ------------ | ----------- |
| Club classics volume one                                            | 1989                  | 20-05-1989            | 8               | 33           |             |
| Volume II: 1990 - A new decade                                      | 1990                  | 02-06-1990            | 8               | 19           |             |
| Volume III - Just right                                             | 1992                  | 25-04-1992            | 25              | 11           |             |
| Volume V - Believe                                                  | 1995                  | 26-08-1995            | 53              | 6            |             |

### Singles
| Single met eventuele hitnotering(en) in de Nederlandse Top 40 | Datum van verschijnen | Datum van binnenkomst | Hoogste positie | Aantal weken | Opmerkingen |
| ------------------------------------------------------------- | --------------------- | --------------------- | --------------- | ------------ | ----------- |
| Keep on movin'                                                | 1989                  | 29-04-1989            | 6               | 8            |             |
| Back to life (However do you want me)                         | 1989                  | 01-07-1989            | 1(2wk)          | 12           |             |
| Get a life                                                    | 1989                  | 23-12-1989            | 3               | 12           |             |
| A dreams a dream                                              | 1990                  | 12-05-1990            | 10              | 8            |             |
| People                                                        | 1990                  | 22-09-1990            | 16              | 5            |             |
| Joy                                                           | 1992                  | 18-04-1992            | 15              | 7            |             |
| Move me no mountain                                           | 1992                  | 13-06-1992            | tip13           | -            |             |